# Farzaneh Sharafbafi
Farzaneh Sharafbafi (persan : فرزانه شرفبافی), née en 1973 à Téhéran, est une femme d'affaires iranienne. De 2017 à 2019, elle est PDG d'Iran Air.

## Biographie
Elle a toujours eu un intérêt marqué pour la science, son propre père ayant enseigné à l'université de technologie de  Sharif.
Elle poursuit ses études après son mariage, obtenant un master et un doctorat. Elle indique avoir suivi son premier cours deux jours après avoir donné naissance à son deuxième enfant. Elle devient la première femme iranienne à obtenir un doctorat en aéronautique,.
Elle possède des doctorats en aéronautique et en mathématiques. Elle a enseigné à l'université technologique d'Amirkabir (en) et à l'université aéronautique de Shahid Sattari (en). 
Membre du conseil d'administration d'Iran Air et directrice du département de recherche de l'entreprise, elle en devient la PDG le 15 juillet 2017 ; elle est ainsi la première femme iranienne à accéder à ce poste.
En février 2017, Farzaneh Sharafbafi se rend à Paris pour participer à la première visite en France depuis plus de 50 ans d'une délégation de femmes d'affaires iraniennes, organisée à l'initiative du Centre franco-iranien. À cette occasion elle a été l'invitée d'honneur d'une réunion avec des représentants d'entreprises françaises au MEDEF. La première interview de Farzaneh Shafbafi avec un média français a été réalisée à la même occasion avec Le Point[réf. nécessaire].
En mai 2019, Touraj Zanganeh lui succède comme PDG d'Iran Air.